# Xanthoria hirsuta
Xanthoria hirsuta är en lavart som beskrevs av Eichenberger, Aptroot & Honegger. Xanthoria hirsuta ingår i släktet Xanthoria och familjen Teloschistaceae.   Inga underarter finns listade i Catalogue of Life.